# Burdinche
Burdinche es el nombre de una variedad cultivar de manzano (Malus domestica). Está cultivada en la colección del Banco de Germoplasma del manzano de la Universidad Pública de Navarra con el Nº BGM005, ejemplares procedentes de esquejes localizados en Elizondo localidad del Valle de Baztán, perteneciente a la Merindad de Pamplona, Navarra.

## Sinónimos
- "Manzana Burdinche"[7]
- "Burdinche Sagarra"[8][9][10][11][12]

## Características
El manzano de la variedad 'Burdinche' tiene un vigor medio. El árbol tiene tamaño medio y porte semi-erecto, con tendencia a ramificar muy alta, con hábitos de fructificación en ramos cortos y largos; ramos con pubescencia fuerte; presencia de lenticelas escasas; grosor de los ramos medio; longitud de los entrenudos corta.
Tamaño de las flores medio; disposición de los pétalos libres, color de la flor cerrada rosa claro, color de la flor abierta blanco, longitud de estilo x estambres más cortos, posición de soldadura del estilo cerca de la base; época de floración media, con una duración de la floración media. Incompatibilidad de alelos S1 S7.
Las hojas tienen una longitud del limbo de tamaño medio, con color verde, pubescencia presente, con la superficie brillante. Forma del limbo es fusiforme, forma del ápice apicular, forma de los dientes serrados, y la forma de la base del limbo redondeado. Plegamiento del limbo  extendido, con porte caído; estípulas filiformes; longitud del pecíolo medio.
La variedad de manzana 'Burdinche' tiene un fruto de tamaño pequeño, de forma globoso cónica; con color de fondo verde, con sobre color de importancia ausente, y una sensibilidad al "russeting" (pardeamiento áspero superficial que presentan algunas variedades) débil; con una elevación del pedúnculo no sobresale, grosor de pedúnculo fino, longitud del pedúnculo medio, anchura de la cavidad peduncular es media, profundidad cavidad pedúncular media, importancia del "russeting" en cavidad peduncular media; profundidad de la cavidad calicina es media, anchura de la cavidad calicina es media, importancia del "russeting" en cavidad calicina es débil; apertura de los lóbulos carpelares están abiertos; apertura del ojo abierto; color de la carne verdosa; acidez débil, azúcar alto, y firmeza de la carne alta.
Época de maduración y recolección muy tardía. Se usa como manzana de sidra.

## Susceptibilidades
- Oidio: ataque fuerte
- Moteado: ataque débil
- Fuego bacteriano: ataque medio
- Carpocapsa: ataque débil
- Pulgón verde: ataque fuerte
- Araña roja: ataque medio[4][15]